# ¡Q'Viva! The Chosen
¡Q'Viva! The Chosen es un programa de telerrealidad estadounidense estrenado el 28 de enero de 2012 por la cadena de televisión en español Univision. Su debut en idioma inglés fue el 3 de marzo de 2012 a través de la cadena Fox.
El programa muestra a los cantantes Jennifer Lopez y Marc Anthony en su viaje por América Latina en busca de los artistas más talentosos para formar parte del espectáculo latino que organizaron junto al director y coreógrafo Jamie King, que se estrenó en el Mandalay Bay Resort and Casino de Las Vegas en mayo de 2012. Entre los participantes hay bailarines, acróbatas, cantantes, músicos y otros.

## Transmisión

### Estados Unidos
¡Q'Viva! fue estrenado el 28 de enero de 2012 en los Estados Unidos a través de la versión en español de Univision. En el mismo país, pero en idioma inglés, debutó por la cadena Fox el 3 de marzo de 2012 con episodios de dos horas de duración, pero fueron reducidos a noventa minutos debido a que la emisión del show fue trasladada a la medianoche.

### Latinoamérica
¡Q'Viva! fue estrenado por el canal de cable VH1 Latinoamérica en mayo de 2012, sin embargo, varios países de la región lo vieron desde enero de 2012 a través de canales locales, como se muestra a continuación:
| País                 | Canal                 | Estreno             |
| -------------------- | --------------------- | ------------------- |
| Colombia             | Caracol Televisión    | 14 de abril de 2012 |
| Brasil               | Rede Record           | 28 de enero de 2012 |
| Chile                | Mega                  | 28 de enero de 2012 |
| República Dominicana | Antena Latina         | 28 de enero de 2012 |
| Costa Rica           | Teletica              | 28 de enero de 2012 |
| México               | Canal de la Estrellas | 28 de enero de 2012 |
| Paraguay             | SNT                   | 28 de enero de 2012 |
| Perú                 | América Televisión    | 28 de enero de 2012 |
| Uruguay              | Teledoce              | 28 de enero de 2012 |
| Venezuela            | Televen               | 28 de enero de 2012 |
| Puerto Rico          | Univision Puerto Rico | 29 de enero de 2012 |

## Artistas
| Artista(s)                         | País                | Talento                              | Invitado por                | Estado |
| ---------------------------------- | ------------------- | ------------------------------------ | --------------------------- | --- |
| Sergio Rivera                      | Guatemala           | Malabarista con antorchas            | Marc Anthony                | Invitado a la audición en Los Ángeles                                                                                        |
| Música Maya AJ                     | Guatemala           | Músicos maya                         | Marc Anthony                | Invitados a la audición en Los Ángeles y a quedarse en la casa de ¡Q'Viva!                                                   |
| Jesús Briones                      | México              | Músico mariachi                      | Marc Anthony                | Invitado a la audición en Los Ángeles. Eliminado después de la audición.                                                     |
| Impacto Malambo                    | Argentina           | Bailarines de malambo                | Jennifer Lopez              | Invitados a la audición en Los Ángeles, pero posteriormente solo dos miembros del grupo ingresaron a la casa de ¡Q'Viva!     |
| Remolino Malambo                   | Argentina           | Bailarines de malambo                | Jennifer Lopez              | Invitados a la audición en Los Ángeles. Todos los miembros del grupo ingresaron a la casa de ¡Q'Viva!                        |
| Swing Latino                       | Colombia            | Bailarines de salsa                  | Marc Anthony                | Invitados a la audición en Los Ángeles y a quedarse en la casa de ¡Q'Viva!                                                   |
| Pablo Peña                         | Chile               | Guitarrista                          | Jennifer Lopez              | Invitado a la audición en Los Ángeles y a quedarse en la casa de ¡Q'Viva!                                                    |
| Christian Nieves                   | Puerto Rico         | Guitarrista de cuatro                | Marc Anthony                | Invitado a la audición en Los Ángeles y a quedarse en la casa de ¡Q'Viva!                                                    |
| Angely Carucci                     | Venezuela           | Bailarina de salsa                   | Jennifer Lopez              | Se le dio una segunda oportunidad y fue invitada a la audición en Los Ángeles. Ingresó a la casa de ¡Q'Viva!                 |
| Luis Miguel Guaidó                 | Venezuela           | Cantante                             | Jennifer Lopez              | Fue invitado a la audición en Los Ángeles.                                                                                   |
| Son Bata                           | Colombia            | Grupo de música callejera colombiana | Marc Anthony                | Invitados a la audición en Los Ángeles. Solo el vocalista ingresó a la casa de ¡Q'Viva!, el resto de la banda fue eliminado. |
| Capoeira Topazio                   | Brasil              | Grupo de capoeira                    | Jennifer Lopez              | Invitados a la audición en Los Ángeles y a quedarse en la casa de ¡Q'Viva!                                                   |
| Odalia Fernández                   | Nicaragua           | Cantante                             | —                           | No fue invitada a la audición en Los Ángeles.                                                                                |
| Paolo Ramírez                      | Chile               | Cantante                             | Jennifer Lopez              | Invitado a la audición en Los Ángeles después de un improvisado casting. Ingresó a la casa de ¡Q'Viva!                       |
| Guillermo y Alicia Castro          | México              | Bailarines de quebradita acrobática  | Marc Anthony                | Invitados a la audición en Los Ángeles y a quedarse en la casa de ¡Q'Viva!                                                   |
| German Cornejo y Gisela Galeassi   | Argentina           | Bailarines de tango                  | Jennifer Lopez y Jamie King | Invitados a la audición en Los Ángeles.                                                                                      |
| Yarishna Nicole y Karishna Ayala   | Puerto Rico         | Bailarinas de salsa                  | Marc Anthony                | Invitadas a la audición en Los Ángeles, tras la cual fueron eliminadas.                                                      |
| José Febres                        | Puerto Rico         | Percusionista de conga               | Marc Anthony                | Invitado a la audición en Los Ángeles y a quedarse en la casa de ¡Q'Viva!                                                    |
| Roxana Puente                      | México              | Vocalista                            | Marc Anthony                | Invitada a la audición en Los Ángeles, tras la cual fue eliminada.                                                           |
| Leonardo Sandoval                  | Brasil              | Bailarín de claqué                   | Jennifer Lopez              | Invitado a la audición en Los Ángeles y a quedarse en la casa de ¡Q'Viva!                                                    |
| Marco Reberts y Louise Malucelli   | Argentina           | Bailarines de tango                  | Jennifer Lopez y Jamie King | Solo Marco Reberts fue invitado a la audición en Los Ángeles.                                                                |
| José Fernández y Martina Waldman   | Argentina           | Bailarines de tango                  | Jennifer Lopez y Jamie King | Solo Martina Waldman fue invitada a la audición en Los Ángeles.                                                              |
| Meleika                            | Panamá              | Bailarina                            | Marc Anthony                | Invitada a la audición en Los Ángeles, tras la cual fue eliminada.                                                           |
| Claudio Valdés                     | Chile               | Cantante                             | Jennifer Lopez              | Invitado a la audición en Los Ángeles.                                                                                       |
| El Balcón de los Artistas          | Colombia            | Bailarines de salsa                  | Marc Anthony                | Invitados a la audición en Los Ángeles, pero solo tres parejas lograron ingresar a la casa de ¡Q'Viva!                       |
| Nombre desconocido                 | Perú                | Bailarines de tijera                 | Jennifer Lopez              | Invitados a la audición en Los Ángeles, tras la cual fueron eliminados.                                                      |
| Heverton Castro                    | Brasil              | Cantante                             | Jennifer Lopez              | Invitado a la audición en Los Ángeles y a quedarse en la casa de ¡Q'Viva!                                                    |
| Shanti Crisanto                    | Honduras            | Folcloristas garífuna                | Marc Anthony                | Invitados a la audición en Los Ángeles, pero solo el vocalista principal ingresó a la casa de ¡Q'Viva!                       |
| Tamara y Bárbara Muñoz             | Chile               | Cantantes                            | Jennifer Lopez              | Solo Bárbara fue invitada a la audición en Los Ángeles y a quedarse en la casa de ¡Q'Viva!                                   |
| Ektor Rivera                       | Puerto Rico         | Cantante                             | Jennifer Lopez              | Invitado a la audición en Los Ángeles y a quedarse en la casa de ¡Q'Viva!                                                    |
| Nahuel Arrieta                     | Argentina           | Grupo de murga                       | Jamie King                  | Invitados a la audición en Los Ángeles, tras la cual fueron eliminados.                                                      |
| Víctor y Gaby                      | México              | Bailarines                           | Marc Anthony                | No fueron invitados a la audición en Los Ángeles.                                                                            |
| Power Peralta                      | Chile               | Bailarines de hip hop latino         | Jennifer Lopez              | Invitados a la audición en Los Ángeles y a quedarse en la casa de ¡Q'Viva!                                                   |
| Martín Alvear                      | Ecuador             | Futbolista freestyle                 | Jennifer Lopez              | No fue invitado a la audición en Los Ángeles.                                                                                |
| Tina Aldaña                        | Estados Unidos      | Cantante                             | Marc Anthony                | Invitada a la audición en Los Ángeles y a quedarse en la casa de ¡Q'Viva!                                                    |
| Junior y Emily                     | Estados Unidos      | Bailarines                           | Marc Anthony                | Invitados a la audición en Los Ángeles, tras la cual fueron eliminados.                                                      |
| Lucciano Pizzichini                | Argentina           | Cantante y guitarrista               | Jennifer Lopez              | Invitado a la audición en Los Ángeles.                                                                                       |
| Diego Monge                        | México              | Malabarista con antorchas            | Marc Anthony                | Invitado a la audición en Los Ángeles.                                                                                       |
| Tatita                             | Uruguay             | Percusionistas de candombe           | Jennifer Lopez              | Algunos miembros del grupo fueron invitados a la audición en Los Ángeles, pero fueron eliminados.                            |
| Little Flex Crew                   | México              | Bailarines                           | Marc Anthony                | Invitados a la audición en Los Ángeles.                                                                                      |
| Luciana Suárez                     | Brasil              | Bailarina de samba                   | Jennifer Lopez              | Invitada a la audición en Los Ángeles, tras la cual fue eliminada.                                                           |
| Impacto Crew                       | México              | Artistas callejeros                  | Marc Anthony                | Invitados a la audición en Los Ángeles, tras la cual fueron eliminados.                                                      |
| Nicolás Arnicho                    | Uruguay             | Percusionista                        | Jennifer Lopez              | Invitado a la audición en Los Ángeles y a quedarse en la casa de ¡Q'Viva!                                                    |
| Diana Terán                        | México              | Cantante                             | Desconocido                 | Invitada a la audición en Los Ángeles, tras la cual fue eliminada.                                                           |
| Da Boom                            | Chile               | Percusionistas                       | Jennifer Lopez              | Invitados a la audición en Los Ángeles.                                                                                      |
| Jonatan Betancur "Tatán Betancurt" | Colombia Costa Rica | Cantante                             | Marc Anthony                | Invitado a la audición en Los Ángeles                                                                                        |